# Howli
Howli är en ort i Indien.   Den ligger i distriktet Barpeta och delstaten Assam, i den östra delen av landet, 1 400 km öster om huvudstaden New Delhi. Howli ligger 52 meter över havet och antalet invånare är 17 354.
Terrängen runt Howli är mycket platt. Runt Howli är det mycket tätbefolkat, med 1 095 invånare per kvadratkilometer. Närmaste större samhälle är Barpeta, 11,3 km söder om Howli. Trakten runt Howli består till största delen av jordbruksmark.